# Луций Генуций Клепсина
Лу́ций Гену́ций Клепси́на (лат. Lucius Genucius Clepsīna; умер после 271 года до н. э.) — римский политический деятель из плебейского рода Генуциев, консул 271 года до н. э.
Возможно, Луций Генуций был сыном консула 303 года до н. э. и старшим братом консула 276 и 270 годов до н. э. Личное прозвище Луция Генуция, «Клепсина» (Clepsīna), по-видимому, является заимствованием из греческого и переводится «вор, похититель».
Коллегой Луция Генуция по консулату стал патриций Кезон Квинкций Клавд. О деятельности этих магистратов ничего не известно.